# Lennea viridiflora
Lennea viridiflora är en ärtväxtart som beskrevs av Berthold Carl Seemann. Lennea viridiflora ingår i släktet Lennea och familjen ärtväxter. IUCN kategoriserar arten globalt som sårbar.

## Underarter
Arten delas in i följande underarter:
- L. v. novogaliciensis
- L. v. viridiflora